# Otvoreno more
Otvoreno more prema Konvenciji Ujedinjenih naroda o pravu mora, obuhvaća sve dijelove mora koji nisu uključeni u isključivi gospodarski pojas, teritorijalno more ili unutrašnje vode neke države, ili u arhipelaške vode neke arhipelaške države.
Otvoreno more je otvoreno za sve države, obalne i neobalne. Sloboda otvorenog mora ostvaruje se pod uvjetima koje određuju Konvencija i druga pravila međunarodnog prava. Za obalne i za neobalne države ona sadrži, između ostalog:
- slobodu plovidbe;
- slobodu prelijetanja;
- slobodu polaganja podmorskih kabela i cjevovoda,
- slobodu izgradnje umjetnih otoka i drugih uređaja koje dopušta međunarodno pravo,
- slobodu ribolova,
- slobodu znanstvenog istraživanja.

Sve države ostvaruju te slobode dolično poštujući interese drugih država u ostvarivanju slobode otvorenog mora. Otvoreno more smije se koristiti isključivo u miroljubive svrhe.Nijedna država nema pravo zahtijevati da podvrgne bilo koji dio otvorenog mora svojoj suverenosti. Sve države, obalne i neobalne, imaju pravo da na otvorenom moru plove brodovi koji vijore njezinu zastavu.